# Мордехай Шатнер
Мордехай Шатнер (івр. מרדכי שטנר; 1904 році, Снятин, Королівство Галичини і Лодомерії — 16 квітня 1964 року, Єрусалим, Ізраїль) — ізраїльський державний і громадський діяч. Член Тимчасової ради. Посланець ішува в Європу. Голова регіональної ради Гільбоа. Один з підписантів Декларації незалежності Ізраїлю. Перший опікун державних земель Ізраїлю. Представник міністерства фінансів у Єрусалимі. Один із засновників міста Нацрат-Ілліт і меморіалу Яд ва-Шем. Член комісії з обрання суддів першого складу Верховного суду Ізраїлю.

## Біографія
Народився у Снятині, який в той час знаходився на території Австро-Угорської імперії. Ще в підлітковому віці приєднався до руху «Га-шомер га-цаїр». У період навчання в гімназії став членом «Гехалуца» і пройшов підготовку в Німеччині. Вперше в Палестині побував у 1924 році, а в 1925 році емігрував і став одним із засновників кібуцу Ейн-Гарод.
У 1927 році посланий рухом «Спілка молодих євреїв» в ролі представника в Німеччину. У 1929 році обраний депутатом Сіоністського конгресу від руху «Поалей-Ціон». Незабаром після створення партії Мапай став її членом. У листопаді 1933 року став посланцем профспілкового комітету в нацистській Німеччині, де займався підготовкою молоді з руху «Гехалуц» до переїзду в Палестину. По своїй роботі, неодноразово контактував з керівниками нацистського руху, зокрема з Адольфом Айхманом. У 1935 році повернувся в Палестину. У 1938 році відправлений від руху Алія молодих у Відень. Після аншлюсу Австрії переїхав в Англію. В Англії був відповідальним за організацію представництва руху «Алія молодих». У 1941 році повернувся в Палестину. У першій половині 1940-х років обіймав посаду голови регіональної ради Гільбоа.
У грудні 1944 року призначений заступником голови Національної ради. У липні 1945 року став членом управління організації по збору коштів для ветеранів війни у складі Єврейської бригади. Тоді ж став членом правління Національної ради. У рамках своєї посади, займався темами комунікацій, імпорту палестинських єврейських товарів, допомогу арештованим підпільникам єврейського ішува. Був заарештований під час масової операції британських сил проти єврейського підпілля 29 червня 1946 року (так звана «Чорна субота»). Ув'язнений у таборі для заарештованих в Атліті. Через два дні переведений у в'язницю в Рафіаху, там перебував упродовж трьох тижнів і був старостою єврейських ув'язнених. Після розформування табору, переведений у табір для керівництва ішува в Латруні, де утримувався до 5 листопада 1946 року. Потім був головою економічної комісії в Національній раді. До створення держави, також займався наданням громадських послуг населенню.
Після проголошення держави, був членом Тимчасової ради (попередниці Кнесету). У квітні 1949 року призначений представником міністерства фінансів в Єрусалимі. Займався відновленням і розвитком міста. Багато зробив для створення громадських комунікацій в Єрусалимі (зокрема щодо прокладання водопроводу). Займався будівництвом житла для розселення мешканців наметових таборів і створенням для них робочих місць. Після створення комісії з будівництва урядового комплексу в Єрусалимі восени 1949 року, Шатнер став головою цієї комісії. В кінці того ж року став главою Економічної єрусалимської організації, і обіймав цю посаду до 1952 року.
У грудні 1951 року призначений опікуном державних земель Ізраїлю. У травні 1952 року подав у відставку з посту щодо розвитку Єрусалиму, проте продовжував обіймати посаду керівника управління економіки Єрусалиму до кінця життя. В серпні 1953 року призначений керівником Управління розвитку. Керував заснуванням міста Нацрат-Ілліт і був одним з шести організаторів Яд ва-Шему. Входив до складу комісії з обрання суддів першого складу Верховного суду Ізраїлю.
Наприкінці 1955 року подав у відставку майже з усіх посад і створив комітет із заощаджень і зменшення витрат при міністерстві фінансів. Був одним з організаторів громадського руху за ощадливість в Ізраїлі. Обіймав цю посаду до своєї смерті.
Мордехай Шатнер помер 16 квітня 1964 року в Єрусалимі. Похований на Гар ха-Менухот.
Його ім'ям названо громадський центр «Мерказ Шатнер» у районі Гіват-Шауль в Єрусалимі, що розташований на вулиці Шатнера.
Через два роки після його смерті, національна асоціація з ощадливості видала книгу «Ощадливість у національній економіці», присвячену його пам'яті.

## Родина
У Шатнера з дружиною було четверо дітей. Дві дочки (Сара Леев і Рахель Ціон) і два сина.
- Давид Шатнер — фахівець з питань водних ресурсів і меж. Учасник переговорів з укладення мирних угод з палестинцями, Йорданією і Сирією.
- Шльома Шатнер — заступник управителя державним бюджетом у міністерстві фінансів, бізнесмен.

Родичами Мордехая Шатнера були американський кіноактор Вільям Шетнер і географ професор Іцхак Шатнер.